# Parauapebas (microregio)
Parauapebas is een van de 22 microregio's van de Braziliaanse deelstaat Pará. Zij ligt in de mesoregio Sudeste Paraense en grenst aan de microregio's Marabá, Redenção en São Félix do Xingu. De microregio heeft een oppervlakte van ca. 23.056 km². In 2006 werd het inwoneraantal geschat op 199.243.
Vijf gemeenten behoren tot deze microregio:
- Água Azul do Norte
- Canaã dos Carajás
- Curionópolis
- Eldorado dos Carajás
- Parauapebas

Mesoregio's: Baixo Amazonas · Marajó · Metropolitana de Belém · Nordeste Paraense · Sudeste Paraense · Sudoeste Paraense

Microregio's: Almerim · Altamira · Arari · Belém · Bragantina · Cametá · Castanhal · Conceição do Araguaia · Furos de Breves · Guamá · Itaituba · Marabá · Óbidos · Paragominas · Parauapebas · Portel · Redenção · Salgado · Santarém · São Félix do Xingu · Tomé-Açu · Tucuruí